# Casa del Obrero Mundial
La Casa del Obrero Mundial (COM) fue una organización sindical de la Ciudad de México, fundada el 22 de septiembre de 1912, sobre los ideales del anarcosindicalismo. La idea de la fundación de la Casa, ubicada en el popular Barrio de Tepito, partió de los líderes Juan Francisco Moncaleano, Vicente Becerril Casas, Agustín de Haro y Tamariz y Eloy Armenta, en cuyo derredor se agruparon Rosendo Salazar, Celestino Gasca, Antonio Díaz Soto y Gama, Lázaro Gutiérrez de Lara, Manuel Sarabia, Rafael Pérez Taylor y otros, en respuesta a las condiciones de inseguridad en las que se desenvolvían. La agrupación fue un órgano cultural preocupado por elevar el nivel educativo de los trabajadores a través de escuelas racionalistas. Constituía, asimismo, una central organizadora en donde se formaron y fortalecieron muchos sindicatos y uniones de obreros que exigieron aumentos salariales e indemnizaciones por accidentes o por muerte en el desempeño del trabajo.

## Origen y metas
Los esfuerzos combinados de los trabajadores mexicanos, un puñado de exiliados de la unión anarcosindicalista española, la Confederación Nacional del Trabajo (CNT), junto con la propagación de las ideas a través de las páginas de Acción Directa, lograron constituir la Casa del Obrero Mundial, la primera central sindical antes de finales de 1912. La Casa era el único grupo obrero con representación nacional, y dominó el movimiento obrero en México de 1912 a 1917.
Sus metas incluían crear a una sociedad basada en la autogestión y coordinación de la producción por los trabajadores basadas en un sistema sindical de uniones federadas de productores. Veían el Estado como un mecanismo de represión y, por lo tanto, plantearon no transformarlo, sino suprimirlo. Principalmente, su método de acción era la convocatoria a huelga general, un medio sindical muy usado a principios del siglo XX.